# اثر جان تلر

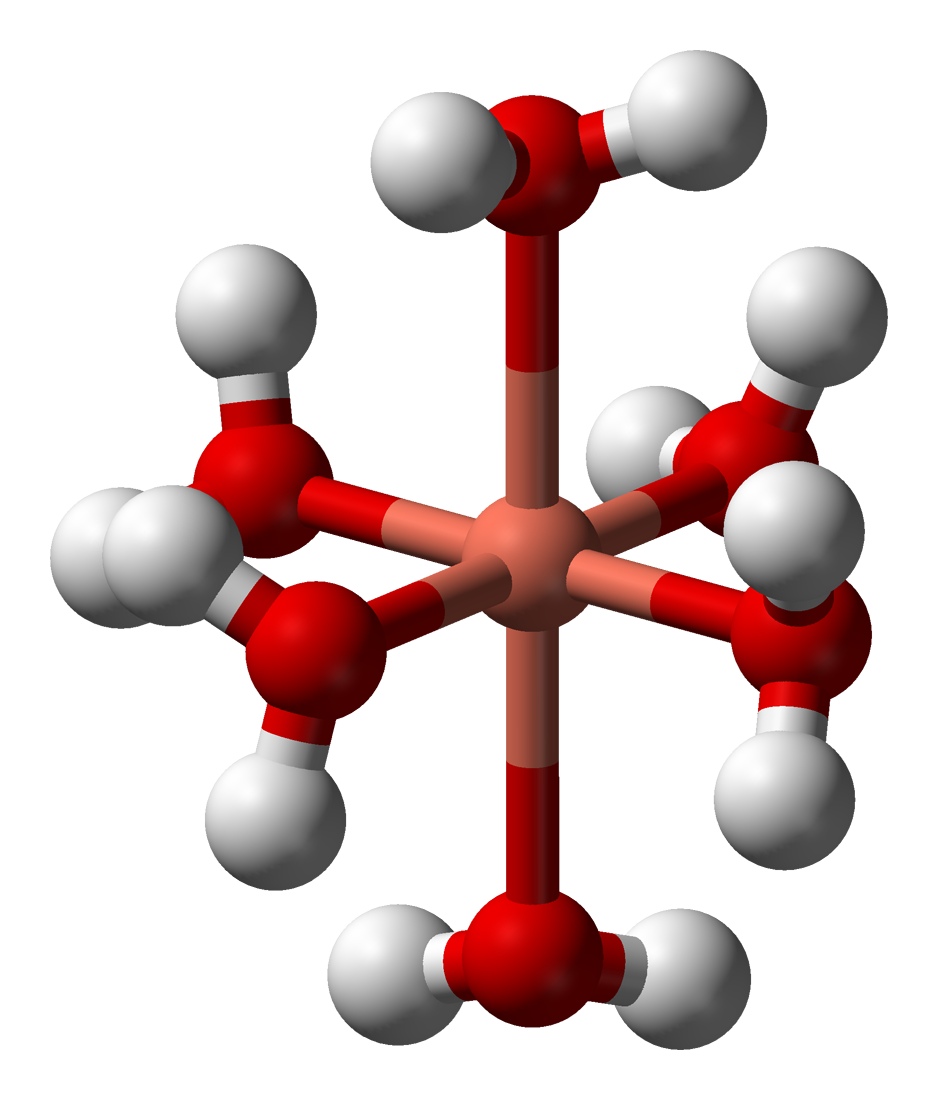
«اثر جان تلر» مسئول اِعوِجاج چهارضلعی یون کمپلکس hexaaquacopper (II) است. +۲ [ ۶ (۲ HO)Cu] که در غیر این‌صورت، ممکن است دارای هندسهٔ هشت‌وجهی منظم باشد. دو فاصله محوری Cu−O ۲۳۸pm هستند، در حالی‌که چهار فاصلهٔ Cu−O استوایی ~۱۹۵ pm هستند. این هندسه در ساختار‌های بلوری رایج است. هندسه در محلول نامشخص است.

اثر جان تلر (اثر JT یا JTE) مکانیزم مهم شکست تقارن خود به خود در سیستم‌های مولکولی و حالت جامد است که پیامدهای گسترده‌ای در زمینه‌های مختلف دارد و مسئول پدیده‌های مختلفی در طیف‌سنجی، استریوشیمی(شیمی فضایی)، شیمی کریستال، فیزیک حالت جامد، و علم مواد است. این اثر به نام هرمان آرتور جان و ادوارد تلر نام‌گذاری‌شده‌ است که برای اولین بار در سال ۱۹۳۷ مطالعات و پژوهش‌هایی را در مورد آن گزارش کردند. اثر جان-تلر و اثر مربوط به آن یعنی اثر رنر-تلر، در بخش ۱۳.۴ کتاب «تقارن مولکولی و طیف‌سنجی» توسط بانکر و جنسن مورد بحث قرار گرفته‌اند.